# Marcelo Gomes (lutador)
Marcelo Gomes é um lutador brasileiro de luta olímpica. Será um dos representantes do país nos Jogos Pan-americanos de 2011, em Guadalajara, no México.